# The Counting of Time
The Counting of Time è un cortometraggio muto del 1912 prodotto dalla Nestor. Il nome del regista non viene riportato nei credit.

## Produzione
Il film fu prodotto dalla Nestor Film Company.

## Distribuzione
Distribuito dalla Motion Picture Distributors and Sales Company, il film - un cortometraggio di una bobina - uscì nelle sale cinematografiche USA il 13 maggio 1912. Nel Regno Unito fu distribuito dalla R. Prieur & Co. il 27 luglio 1912.